# Море (списание)
„Море“ е българско списание за литература, основано през 1980 година и издавано от Община Бургас.

## История
Отначало списанието се назовава „Литературно-художествен алманах“. Скоро бургаското издание надхвърля регионалната си рамка и в него намират трибуна освен утвърдени имена, също и такива, притискани от цензурата, като Ивайло Петров, Константин Павлов, Николай Кънчев, Биньо Иванов, Иван Радоев,Тончо Жечев и др. Алманахът просъществува до 1992 г. Последен главен редактор е Христо Фотев, а зам.-главен - Янаки Петров.
През 1993 г. общинската управа,доминирана от СДС,  уволнява старата редакция на алманаха, начело с Хр.Фотев и се създава маринистично списание с името „Море“. Качеството на изданието е катастрофално ниско и няма никакъв авторитет сред пишещите. (Янаки Петров се шегува с Христо Фотев в Дома на културните дейци:"Христо, трябваше да почистим редакционните кошчета, че тия новите публикуват всичко, което ние сме отхвърляли преди тях!"). Въпреки в този си вид, списанието просъществува цели 17г., тъй като е конформистко и се поддържа от червеният кмет. След смяната на общинската власт, новият кмет Димитър Николов решава да реформира изгубилото всякакъв авторитет списание, в което са назначени по партийна линия на хранилка съвсем случайни хора. През 2008г. „Вагабонт медия“ печели конкурса за ново списание. Изданието се превръща на практика в двуезичен лъскав рекламен материал. Изданието бива поверено на Антони Георгиев, оглавявал вече „Плейбой, (доказан сътрудник на ДС, под псевдонима Бойко).
По искане на старото Дружество на бургаските писатели и културната общественост през 2009 г. се насрочва общински конкурс за нов редакционен екип на сп. Море, който да възстанови литературната му форма, (а и слава). Обявен е конкурс за идейно-тематична концепция на изданието, жури с председател проф.Св.Игов и членове проф.М.Неделчев, поетът Георги Константинов и др., гласува доверие на екип в състав:Иван Сухиванов, Георги Ингилизов и Росен Друмев. Според концепцията на редакторския колектив изданието се реализира в 4 книжки годишно, от които 1 алманах под името Арго(името на алманаха е по идея на Хр.Фотев).
Скоро списанието се превръща едно от водещите литературни издания в страната, въпреки двойно по-ниския си бюджет. Сътрудничат му най-добрите български поети, писатели,лит. критици, преводачи. Публикува се и съвременна българска драматургия. Представят се и художници и фотографи в цветна кола. Изданието гостува на по-големите градове в страната. Особено плодотворно сътрудничество списанието има с НБУ, Унгарски културен институт и други сходни издания за литература като сп.Страница, Съвременник, Литвестник и др.